# Alimmainen Huhtasaari
Alimmainen Huhtasaari är en ö i Finland. Den ligger i sjön Asikkalanselkä och i kommunen Asikkala i den ekonomiska regionen  Lahtis ekonomiska region  och landskapet Päijänne-Tavastland, i den södra delen av landet, 120 km norr om huvudstaden Helsingfors. Öns area är 17,8 hektar och dess största längd är 0,7 kilometer i sydöst-nordvästlig riktning.